# Ryszard Peryt
Ryszard Józef Peryt (ur. 9 marca 1947 w Zielonej Górze, zm. 23 stycznia 2019 w Warszawie) – polski reżyser, aktor, profesor sztuk teatralnych, twórca inscenizacji oper barokowych, klasycznych i dziewiętnastowiecznych oraz polskich prawykonań oper dwudziestowiecznych. Jako jedyny na świecie zrealizował wszystkie dzieła sceniczne autorstwa Wolfganga Amadeusa Mozarta; inscenizował również utwory oratoryjne.
Pełnił funkcję dyrektora artystycznego Sceny Operowej Teatru Narodowego w Warszawie (1996–1997) oraz Polskiej Opery Królewskiej (2017−2019). Był oblatem Zgromadzenia Redemptorystów (2011−2019).

## Życiorys
W szkole podstawowej grał na skrzypcach. Studiował chemię na Uniwersytecie Warszawskim, a następnie ukończył Państwową Wyższą Szkołę Teatralną im. Aleksandra Zelwerowicza w Warszawie na Wydziale Aktorskim (1970) i Reżyserskim (1979). Wpływ na kształtowanie osobowości artystycznej miała fascynacja Teatrem Laboratorium Jerzego Grotowskiego, a zdobyte tam doświadczenia zaowocowały własnymi eksperymentami teatralnymi w akademickim Kole Naukowym.
Po dyplomie aktorskim utworzył wspólnie z Małgorzatą Dziewulską i grupą absolwentów PWST własny teatr – Puławskie Studio Teatralne; w latach 1970–1975 pracował tam jako aktor i reżyser, zajmując się twórczością m.in. Juliusza Słowackiego, Cypriana Kamila Norwida, Władimira Majakowskiego i Antona Czechowa (od 1973 r. Studio działało przy Stołecznej Estradzie). W latach 1975–1979 doskonalił warsztat reżyserski i aktorski u boku Erwina Axera w warszawskim Teatrze Współczesnym. W kolejnych sezonach reżyserował w teatrach Narodowym – za dyrekcji Adama Hanuszkiewicza (Benefis Antona Czechowa, Romeo i Julia Williama Shakespeare’a) i Ateneum (Opera za trzy grosze Bertolda Brechta).
Zaangażował się w działalność opozycyjną wobec władz Polskiej Rzeczypospolitej Ludowej i był represjonowany, m.in. aresztowaniami (sierpień 1968) i ograniczaniem aktywności zawodowej. Zdejmowanie przez cenzurę jego przedstawień w teatrze dramatycznym skierowało go w stronę opery.
Na scenie operowej debiutował podczas studiów reżyserskich w 1977 r., przygotowując – na inaugurację działalności Teatru Muzycznego w Słupsku – pierwsze w swoim dorobku inscenizacje oper Mozarta – Dyrektora teatru oraz Bastiena i Bastienne, następnie również Così fan tutte. Spektaklem dyplomowym była Katia Kabanowa Leoša Janáčka wyreżyserowana w Operze Wrocławskiej w 1978 r.
W latach 1979–1989 związał się z Operą im. Stanisława Moniuszki w Poznaniu (obecny Teatr Wielki). Tamtejsza inscenizacja oratorium Joanna d’Arc na stosie Arthura Honeggera (polska prapremiera sceniczna, przedstawienie roku 1979 czasopisma „Teatr”) przyniosła mu pierwszy głośny sukces. Realizacja ta zapoczątkowała trwającą 25 lat współpracę ze scenografem Andrzejem Sadowskim. Spektakle z okresu poznańskiego zaliczane są do najwybitniejszych osiągnięć polskiej reżyserii operowej. Była to twórczość przeniknięta mistycyzmem, wstrząsająca apokaliptycznymi wizjami świata, niejednokrotnie z czytelnymi aluzjami do ówczesnej sytuacji politycznej w Polsce. Powstały wówczas m.in. polskie prapremiery Ognistego anioła Siergieja Prokofjewa, Śmierci w Wenecji Edwarda Benjamina Brittena i Czarnej maski Krzysztofa Pendereckiego, a także inscenizacje Requiem Giuseppe Verdiego (światowa prapremiera sceniczna) i Stabat Mater Karola Szymanowskiego.
Od lat 80. XX wieku współpracował również z innymi teatrami operowymi i muzycznymi w Polsce. Wystawił m.in. Widma Stanisława Moniuszki w Teatrze Muzycznym im. Danuty Baduszkowej w Gdyni, Lo sposo deluso Wolfganga Amadeusa Mozarta (światowa prapremiera), Cyrulika sewilskiego Gioacchino Rossiniego i Mefistofelesa Arrigo Boito w Teatrze Wielkim w Łodzi, Nabucco Giuseppe Verdiego w Operze Bałtyckiej i Operze Nova w Bydgoszczy, Mazepę Piotra Czajkowskiego i Quo Vadis Feliksa Nowowiejskiego w obecnym Teatrze Wielkim w Warszawie. Reżyserował także za granicą: na scenach operowych w Hannowerze i Biel w Szwajcarii, w Teatro la Fenice w Wenecji, w operach w Ankarze, Kairze, Belgradzie – gdzie powstały spektakle mozartowskie, a także inscenizacje dzieł Hectora Berlioza, Siergieja Prokofjewa, Igora Strawinskiego, Edwarda Benjamina Brittena i inne.
Na początku lat 90. założył Peryt Opera Institute – placówkę promującą inscenizacje utworów oratoryjnych. Jednym z ważniejszych przedsięwzięć w tej dziedzinie była światowa premiera sceniczna Mesjasza Georga Friedricha Händla, przygotowana wraz z Yehudi Menuhinem (kierownictwo muzyczne) w 500. rocznicę odkrycia Ameryki (Lille Chamber Opera House, 1992 r.).
W latach 1985–2005 był reżyserem Warszawskiej Opery Kameralnej (WOK). Na tej niewielkiej scenie stworzył z Andrzejem Sadowskim swoje najbardziej monumentalne dzieło – inscenizacje wszystkich utworów scenicznych Wolfganga Amadeusa Mozarta (cykl 26 spektakli przygotowany w latach 1987–1993 r. dla uczczenia 200. rocznicy śmierci kompozytora). Powstało niezwykłe studium życia i twórczości Wolfganga Amadeusa Mozarta; jest to ewenement w dziejach opery. Realizacja zdobyła rozgłos na świecie, przedstawienia pokazywane były w autorskim kształcie przez 15 lat w ramach Festiwalu Mozartowskiego w Warszawskiej Operze Kameralnej oraz na festiwalach i scenach operowych Europy, ponadto Libanu, Izraela i Japonii.
W Warszawskiej Operze Kameralnej zafascynował się również światem opery barokowej. Realizował utwory od wczesnego baroku – m.in. Jacopo Periego, Franceski Caccini, Stefano Landiego, przede wszystkim zaś wszystkie zachowane dzieła sceniczne Claudio Monteverdiego. Wystawił również utwory Georga Friedricha Händla, Johna Blowa, Henry’ego Purcella i innych. Równolegle reżyserował opery XIX-wieczne i współczesne, m.in. Piotra Czajkowskiego, Giuseppe Verdiego i Zygmunta Krauzego (prapremiera opery Balthazar) oraz przygotowywał adaptacje sceniczne utworów oratoryjnych (inscenizacje dzieł baroku i klasycyzmu we wnętrzach kościołów pokarmelickiego i ewangelicko-augsburskiego w Warszawie oraz Teatrze na Wyspie).
W sezonie 1996/97 był dyrektorem artystycznym Teatru Narodowego – Sceny Opery i Baletu. W 2001 r. wrócił do teatru dramatycznego inscenizacją Akropolis Stanisława Wyspiańskiego w Teatrze Narodowym, w roku 2007 wystawił również Wesele w Teatrze Nowym w Łodzi. Najnowszymi przedsięwzięciami są Don Giovanni W.A. Mozarta – prapremiera przygotowana w Zjednoczonych Emiratach Arabskich na Al Ain Classical Music Festival 2008, Opera żebracza Edwarda Benjamina Brittena w Akademii Muzycznej w Poznaniu, oraz inscenizacja Missa pro Don Giovanni (finał aktu II Don Giovanniego Wolfganga Amadeusa Mozarta oraz Missa in D anonimowego kompozytora polskiego) w bazylice Świętogórskiej w Gostyniu. W 2009 r. planowana jest m.in. realizacja Le nozze di Figaro Mozarta w Zjednoczonych Emiratach Arabskich.
W ostatnich latach realizował również projekty z pogranicza teatru – opracował i przedstawił jako aktor poemat Tryptyk rzymski Jana Pawła II w podziemiach kościoła pokamedulskiego w Warszawie (pokazywany następnie w kilkunastu innych miastach w Polsce) oraz ...o Bogu ukrytym na podstawie poematów Karola Wojtyły w Teatrze Nowym w Poznaniu. Jest twórcą medytacji scenicznej w rocznicę 85. urodzin Ojca Świętego Jana Pawła II w Filharmonii Poznańskiej.
Prowadził seminaria teatralne i operowe, m.in. we Włoszech, Czechach i na Słowacji. Od 2008 r. jest wykładowcą Akademii Teatralnej w Warszawie, a od 2006 r. Akademii Muzycznej w Poznaniu, gdzie w ramach autorskiego projektu „Opera uboga” przygotowuje ze studentami inscenizacje dzieł religijnych we wnętrzach poznańskich kościołów.
Był autorem scenografii do kilku swoich inscenizacji, m.in. mozartowskich: Dyrektora teatru (Państwowa Wyższa Szkoła Teatralna im. Aleksandra Zelwerowicza w Warszawie), Così fan tutte (Teatr Muzyczny w Słupsku, Biel Chamber Opera House, WOK), Die Zauberföte (The Ankara State Opera w Turcji), Le nozze di Figaro (Biel Chamber Opera House) i Don Giovanniego (Cairo Opera House w Egipcie, WOK – realizacja dla opery w Tokio, Al Ain Music Festival w Zjednoczonych Emiratach Arabskich), a także Mefistofelesa Arrigo Boito (Teatr Wielki w Łodzi), Mesjasza Georga Friedricha Händla (Opera Nova w Bydgoszczy) oraz Falstaffa Giuseppe Verdiego (Warszawska Opera Kameralna). Opracował choreografię do mozartowskich Les petit riens i Galimathias musicum (Warszawska Opera Kameralna). Przygotowywał również ruch sceniczny, adaptacje, pisze libretta, scenariusze i dialogi.
Swój teatr tworzył z muzyki. Muzyczne frazy, figury, struktura utworów mają odbicie w ruchu, topografii i stylistyce jego przedstawień. Reżyserował analizując partytury. Ten system pracy nazywał „wcielaniem partytury”: „czytanie partytury ... ze zwróceniem szczególnej uwagi na jej tropy teatralne sprawia, że praca nad operą staje się poszukiwaniem ciała dla ducha. Przedstawienie operowe staje się ciałem muzyki. Jeżeli uda się tak skonstruować rzeczywistość teatralną opery, by cała była zanurzona w muzyce i z niej brała swoją energię i kształt, to wtedy słowo śpiewane – libretto – odnajduje właściwe sobie miejsce i czas” (U Ryszarda Peryta, Res Publica Nova, 1/1992).
Teatr Peryta to teatr mistyczny, który odwołuje się do sfery sacrum, pełnych symboli i znaków, odniesień do metafizyki, teologii i sztuki. Ponadto w nim przedstawiany jest świat ludzkich pasji, namiętności i duchowych walk, który jest poddany rozbudowanej analizie psychologicznej i ukazany z perspektywy eschatologicznej.
Od 24 grudnia 2011 był oblatem Zgromadzenia Redemptorystów. Swoje rekolekcje przed przyjęciem tytułu odbył w domu zakonnym w Lubaszowej, gdzie mieści się również nowicjat Instytutu.
W latach 2017–2019 był dyrektorem Polskiej Opery Królewskiej. Członek honorowy Polskiego Stowarzyszenia Pedagogów Śpiewu.

### Śmierć i pogrzeb

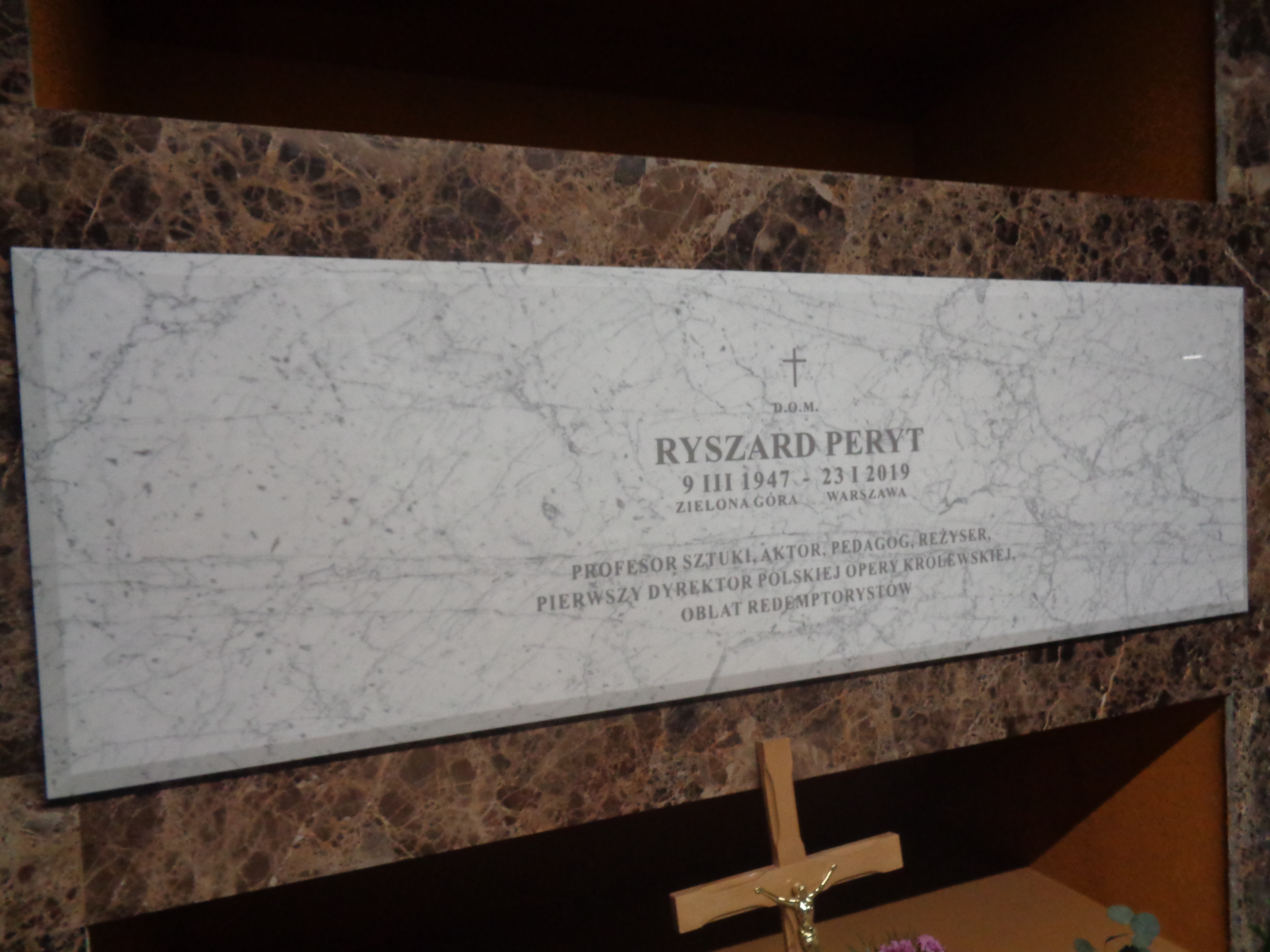
Grób Ryszarda Peryta w Panteonie Wielkich Polaków w Świątyni Opatrzności Bożej

Zmarł 23 stycznia 2019 po długiej i ciężkiej chorobie nowotworowej. Ceremonia pogrzebowa profesora odbyła się w Świątyni Opatrzności Bożej w Warszawie. Mszy przewodniczył kard. Kazimierz Nycz, a homilię wygłosił o. Jacek Salij OP. Ciało zmarłego zostało pochowane w Panteonie Wielkich Polaków w tejże świątyni. Jego msza pogrzebowa miała początkowo odbyć się kościele redemptorystów p.w. św. Benona w Warszawie przy ulicy Pieszej, na której też mieszkał przez wiele lat. Artysta miał spocząć w kwaterze Redemptorystów na Cmentarzu Wolskim.  Zadecydowano jednak, że profesor spocznie w Panteonie Wielkich Polaków Świątyni Opatrzności Bożej.

### Upamiętnienie
- 29 października 2019 został ustanowiony patronem Szkoły Podstawowej nr 6 w Zielonej Górze[9]
- w 2021 zrealizowano film dokumentalny Partytury Peryta, w którym o artyście opowiedzieli: Grzegorz Nowak, Sylwia Peryt, Andrzej Seweryn, Olga Pasiecznik, Włodek Pawlik, Adam Kruszewski, Artur Stefanowicz (reż. Paweł Sobczyk)[10].
- 18 czerwca 2024 przed Szkołą Podstawową nr 6 w Zielonej Górze odsłonięto tablicę pamięci Ryszarda Peryta jako Patrona szkoły i honorowego obywatela Zielonej Góry[11].

## Wykaz inscenizacji operowych
- Wolfgang Amadeus Mozart – wszystkie dzieła sceniczne, WOK, 1987-1993 (polskie premiery: Zaide, 1988, Les petits riens KV 299 b, 1988, Betulia liberata, 1989, La finta semplice, 1989, Apollo et Hyacinthus, 1990, Die Schuldigkeit des ersten Gebots, 1990, L’oca del Cairo, 1990, Ascanio in Alba, 1990, Il sogno di Scipione, 1990, Il Re pastore, 1990, Mitridate, Re di Ponto, 1991, Lucio Silla, 1991, Idomeneo, 1991, Thamos, 1991.
- światowe premiery: Les petits riens KV 299 c, 1991, Davide penitente KV 469, 1991).
- Der Schauspieldirektor, Bastien und Bastienne, 1977, Così fan tutte, 1980, Teatr Muzyczny w Słupsku.
- Der Schauspieldirektor, PWST w Warszawie, 1979.
- Die Entfuhrung aus dem Serail, Opera Poznańska, 1982.
- Die Zauberflöte, The Ankara State Opera, Turcja, 1985.
- Lo sposo deluso (światowa premiera), Der Schauspieldirektor, Teatr Wielki w Łodzi, 1985.
- Così fan tutte, 1988, Le nozze di Figaro, 1989, Biel Chamber Opera House, Szwajcaria.
- Don Giovanni (premiera w języku arabskim), Cairo Opera House, Egipt, 1992, premiera w języku arabskim w Zjednoczonych Emiratach Arabskich, Al Ain Classical Music Festival, 2008.
- Die Schuldigkeit des ersten Gebots, Akademia Muzyczna – Kościół oo. Franciszkanów na Wzgórzu Przemysława w Poznaniu, 2006.

## Opera barokowa i wczesnobarokowa
- C. Monteverdi: wszystkie zachowane dzieła sceniczne, WOK, 1993–1996.
- G.F. Haendel, Imeneo (polska prapremiera), WOK, 1999.
- Rinaldo (polska prapremiera), WOK, 2001.
- J. Peri, Euridice, WOK, 1989, 2000.
- S. Landi, Il Sant’Alessio, WOK, 1985, 1998.
- T. Merula, Satiro e Corisca, Canzoni e balli, WOK, 1995.
- J.A. Hasse, Zenobia, WOK, 1999.
- F. Caccini, La liberazione di Ruggiero dall’Isola d’Alcina, WOK, 1996.
- J. Blow, Venus and Adonis, WOK, 1993.
- H. Purcell, Dido and Aeneas, 1995, G.B. Pergolesi, La serva padrona, Opera na Zamku – Pałac Młodzieży w Szczecinie, 2006.

## Opera XIX i XX-wieczna
- G. Rossini, Cyrulik sewilski, Teatr Wielki w Łodzi, 1985, Biel Chamber Opera House, 'Mojżesz, Teatr Wielki w Poznaniu, 1989.
- La gazza ladra, WOK, 2001.
- G. Verdi: Otello, Opera Poznańska, 1980.
- Aida, Teatr Wielki w Łodzi, 1985.
- Nabucco, Opera Bałtycka, 1984, Opera Nova w Bydgoszczy, 1995.
- Un ballo in maschera, Taegu Opera House, Korea Płd., 1993.
- l trovatore, Taegu Opera House, Korea Płd., 1995.
- Falstaff, WOK, 2003
- P. Czajkowski, Mazepa, Teatr Narodowy – scena operowa, 1996, Eugeniusz Oniegin, WOK, 2002.
- S. Moniuszko, Widma, Teatr Muzyczny w Gdyni, 1984.
- L. Janáček, Katia Kabanowa, Opera Wrocławska, 1978 (dyplom operowy).
- E. Humperdinck, Jaś i Małgosia, Akademia Muzyczna w Poznaniu, 2008.
- R. Wagner, Walkiria, Opera Leśna w Sopocie, 1985.
- A. Boito, Mefistofeles, Teatr Wielki w Łodzi, 1984.
- M. Ravel, Dziecko i czary, Aula Nova Akademii Muzycznej w Poznaniu, 2007.
- I. Strawinski, Oedipus Rex, Staatsoper Hannover, 1991.
- S. Prokofjew, Ognisty anioł, Teatr Wielki w Poznaniu, 1983, Staatsoper Hannover, 1987.
- B. Britten, Śmierć w Wenecji, Teatr Wielki w Poznaniu, 1987, The rape of Lucretia, Madlenianum Opera & Theatre, Belgrad, 1999.
- Opera żebracza, Akademia Muzyczna w Poznaniu, 2008.
- K. Penderecki, Czarna maska, Teatr Wielki w Poznaniu, 1987.
- Z. Krauze, Balthazar (prapremiera), WOK, 2001.

## Oratoria, dzieła niesceniczne, pozostałe
- C. Monteverdi, Vespro della Beata Vergine, WOK, 1999.
- G.F. Haendel, Mesjasz, Lille Opera House, 1992, WOK, 1994, 2000, Opera Nova w Bydgoszczy, 2000, bazylika Najświętszego Serca Jezusowego w Warszawie, 2006.
- H. Berlioz, Romeo i Julia, Teatro la Fenice w Wenecji.
- G. Verdi, Requiem, Teatr Wielki w Poznaniu, 1985.
- G. Mahler, Symfonia tysiąca, Teatr Narodowy – scena operowa, 1996.
- J. Strauss, Baron cygański, Teatr Muzyczny „Roma” w Warszawie, 1995.
- F. Nowowiejski, Quo Vadis, Teatr Narodowy – scena operowa, 1994.
- A. Honegger, Joanna d’Arc na stosie, Opera Poznańska, 1979.
- K. Szymanowski, Stabat Mater, Teatr Wielki w Poznaniu, 1984.
- K. Penderecki: Polskie requiem (światowa prapremiera), Opera Krakowska, 1993.
- Zaduszki muzyczne (S. Moniuszko, Widma, K. Szymanowski, Stabat Mater), bazylika Najświętszego Serca Jezusowego w Warszawie, 2006.
- Missa pro Don Giovanni (W.A. Mozart, Don Giovanni – finał aktu II, Anonimowy kompozytor świętogórski, Missa in D), bazylika Świętogórska, Gostyń, 2008, kościół NMP i św. Mikołaja w Lądzie, 2008.
- Jan Kanty Pawluśkiewicz, Radość miłosierdzia. Oratorium z okazji 30 rocznicy pontyfikatu Jana Pawła II, Fara Poznańska, 2008.

## Spektakle dramatyczne
- W. Shakespeare, Romeo i Julia, Teatr Narodowy, 1981.
- A. Fredro, Nocleg w Apeninach, Akademia Teatralna w Warszawie, 1980.
- J. Słowacki, Horsztyński, Teatr Narodowy, 1982, Złota Czaszka, Puławskie Studio Teatralne, 1973, Centrum Sztuki Teatr Studio w Warszawie, 1975.
- C.K. Norwid, Noc tysięczna druga, Puławskie Studio Teatralne, 1972.
- W. Majakowski, Misterium buffo (debiut dramatyczny), Puławskie Studio Teatralne, 1970.
- A. Czechow, Łabędzia pieśń, Puławskie Studio Teatralne, 1978, Benefis, Teatr Narodowy, 1980.
- S. Wyspiański, Studium o Hamlecie, Teatr Ateneum, 1974, Akropolis, Teatr Narodowy, 2001, Wesele, Teatr Nowy w Łodzi, 2007.
- B. Brecht, Opera za trzy grosze, Teatr Ateneum, 1980.

## Pozostałe
- Na srebrnym globie (II reżyser) – film fabularny, 1987.
- Jan Paweł II, Tryptyk rzymski (inscenizacja, aktor), Podziemie Kamedulskie, kościół Niepokalanego Poczęcia NMP w Warszawie, 2003.
- Totus Tuus. W hołdzie Ojcu Świętemu Janowi Pawłowi II (scenariusz, scenografia i reżyseria), Filharmonia Poznańska, 2005.
- Karol Wojtyła, …o Bogu ukrytym (inscenizacja, aktor), Teatr Nowy w Poznaniu, 2006.
- Via Sancta – Ojcu Świętemu, Opera sacra w trzech aktach do kompozycji Włodka Pawlika, Teatr Wielki – Opera Narodowa, 2007.
- Koncert jubileuszowy X Międzynarodowego Festiwalu Muzyki Organowej w Pelplinie (recytacja), 2008.

## Nagrody i odznaczenia
- Nagroda Komitetu Kultury Niezależnej „Solidarność” za cykl inscenizacji dzieł Mozarta w Warszawskiej Operze Kameralnej, 1989.
- Nagroda dla Najlepszego Reżysera Operowego, 1990.
- Nagroda im. Konrada Swinarskiego przyznawana przez redakcję miesięcznika „Teatr” – za wybitne osiągnięcia w dziedzinie reżyserii operowej, 1990.
- Nagroda Ministra Kultury, 1991.
- Człowiek Roku, 1991.
- Złoty Krzyż Zasługi, 1992.
- Nagroda im. Leona Schillera za całokształt osiągnięć reżyserskich w dziedzinie teatru muzycznego, 1994.
- Polonia Restituta, 2001.
- Honorowe obywatelstwo miasta Zielonej Góry, 2014[12].
- Doroczna Nagroda Ministra Kultury i Dziedzictwa Narodowego przyznana przez ministra Piotra Glińskiego w kategorii Muzyka, 2018[13].
- Krzyż Komandorski z Gwiazdą Orderu Odrodzenia Polski (pośmiertnie) nadany przez Prezydenta RP Andrzeja Dudę – za wybitne zasługi dla rozwoju polskiej opery, za działalność charytatywną i społeczną, za działalność na rzecz przemian demokratycznych w Polsce, 2019[14].

## Stypendia
- Covent Garden – Fondation pouer une Entraide Intellectuelle Europeenne, 1981.
- Peter Brook – Międzynarodowe Centrum Poszukiwań Teatralnych, Paryż, 1986; Stypendium Operowe Departamentu Stanu USA, 1988.